# Paisaje en l'Estaque
Paisaje en l’Estaque (título original francés: Paysage à l’Estaque), es un cuadro de estilo cubista del pintor francés Georges Braque. Es un óleo sobre tela, pintado en L'Estaque, cerca de Marsella, en el año 1908. Mide 81 cm de alto y 65 cm de ancho. Actualmente se exhibe en el Kunstmuseum de Berna. La obra muestra una vista particular del pueblo de L’Estaque.

## Contexto
Georges Braque fue, junto con Pablo Picasso, uno de los pintores cubistas más representativo. A pesar de que Braque inició su arte en el Fauvismo, en 1907 su obra derivó hacia elementos geométricos, debido a su relación con Picasso y la influencia que le causó la exposición de Paul Cézanne, celebrada en París.
Paisaje en l’Estaque se puede enmarcar dentro de la fase analítica del cubismo (1907-1911), caracterizada por el uso de colores cálidos y fríos, donde el objeto que se representa es aún identificable. Más adelante, el trabajo de los autores cubistas pasará a formar parte de la fase sintética (1911-1914), donde aparecen composiciones que recurren a la técnica del collage, utilizando varios materiales cotidianos (recortes de revistas, periódicos, etc) integrados en la pintura.
Después de la Primera Guerra Mundial, Braque comenzó a desligarse de Picasso y su obra adquirió un estilo más personal, caracterizado por el uso de colores brillantes y el predominio de la línea curva sobre la recta. El artista pintó –en los años 1908 y 1909– varios paisajes en L’Estaque, donde experimentó con nuevas formas geometrizadas.

## Descripción
El color verde de las plantas introduce al espectador en una extraña naturaleza donde se mezclan, de forma esquematizada, distintas casas y árboles. En la representación de los objetos tridimensionales, Braque elige simplificar la figura por medio de la reducción geométrica de los distintos planos a simples formas poliédricas como: los cuadrados, los trapecios, los triángulos y los rectángulos.
Esta composición refleja el rechazo de las normas de la perspectiva renacentista y presenta un espacio dominado por una multiplicidad de puntos de vista y de focos lumínicos. Gracias a la forma rápida de las pinceladas en la superficie, los objetos representados irradian su propia luz, es decir, no existe un punto de luz concreto. Además, el pintor utiliza el sombreado que permite recrear la sensación de volumen, de forma que los objetos representados obtengan tanto una apariencia plana como tridimensional.
En cuanto al cromatismo, el artista mezcla colores cálidos (ocres, castaños y beige) para las casas, con colores fríos (azules, grises y verdes) para la vegetación y los árboles. De esta forma, predominan los tonos oscuros y apagados que hacen que el espectador centre su atención en la pureza formal de la composición, gracias a esa ausencia de luminosidad. Se trata de un conjunto de características compositivas y cromáticas que sintetizan claramente las bases estilísticas y formales que definieron posteriormente sus obras cubistas.

## Temática
Paisaje en l’Estaque se sitúa dentro de la serie de paisajes que el autor pintó en esta pequeña población situada en el golfo de Marsella. Braque no pretende representar la veracidad del paisaje sino plasmar una composición a partir de figuras geométricas. Por eso, el pueblo se presenta a través de cubos introducidos en un entorno natural, rodeado de mucha vegetación, que también es plasmada con formas geométricas.
En los inicios del Cubismo, la temática paisajística fue un campo de experimentación formal tanto en Braque como en Picasso y esos resultados se hicieron visibles a partir del 1911, en sus famosas naturalezas muertas.

## Modelos e influencias
Existe la influencia del posimpresionismo de Cézanne en la evolución que experimentaron los paisajes pintados por Braque, en el pueblo de L’Estaque, el mismo lugar dónde Cézanne, durante la década de 1880, promovió en sus composiciones la idea de que la naturaleza podía ser representada por medio de formas geométricas.
También hay que destacar la estrecha relación que el autor mantenía con Picasso para el desarrollo del Cubismo: en primer lugar, basándose en la representación de formas geométricas (fase analítica) y, en segundo lugar, fomentando la técnica de los collages (fase sintética).
Los cuadros paisajísticos de Braque sirvieron como fuente de inspiración para otros artistas como Fernand Léger, Robert Delaunay y Juan Gris.